# لوونا
لوونا (تُكتب LOOΠΔ) هي فرقة فتيات كورية جنوبية شكلتها بلوكبيري كريتيف (بالإنجليزية: Blockberry Creative)‏. تم الكشف عن أعضاءها الإثني عشر بطريقة دورية، تتوافق مع اسمهم الكوري Idarui Sonyeo «أدوروي سونيو» (이달 의 소녀)، والذي يترجم إلى «فتاة الشهر». تتكون الفرقة من: هيجين، هيونجين، هاسول، يوجين، في في، كيم ليب، جينسول، تشوري، إيف، تشوو، غوو وون، أوليفيا هاي.
بدأت الفرقة مشروعها قبل ظهورها لأول مرة في أكتوبر 2016، مع إصدار كل عضو أغنية ترويجية خلال الثمانية عشر شهرًا القادمة. شكلت الفرقة ثلاث وحدات فرعية: لونا 1/3 و لونا أود أي سيركيل و لونا واي واي إكس واي. خلال ظهورهم الأول كفرقة كاملة أصدرو أسطوانة مطولة بعنوان [+ +] (2018)، تم دعم الاسطوانة المطولة بواسطة الأغنية الرئيسية "favOriTe" وأغنية "Hi High".

## الأسم

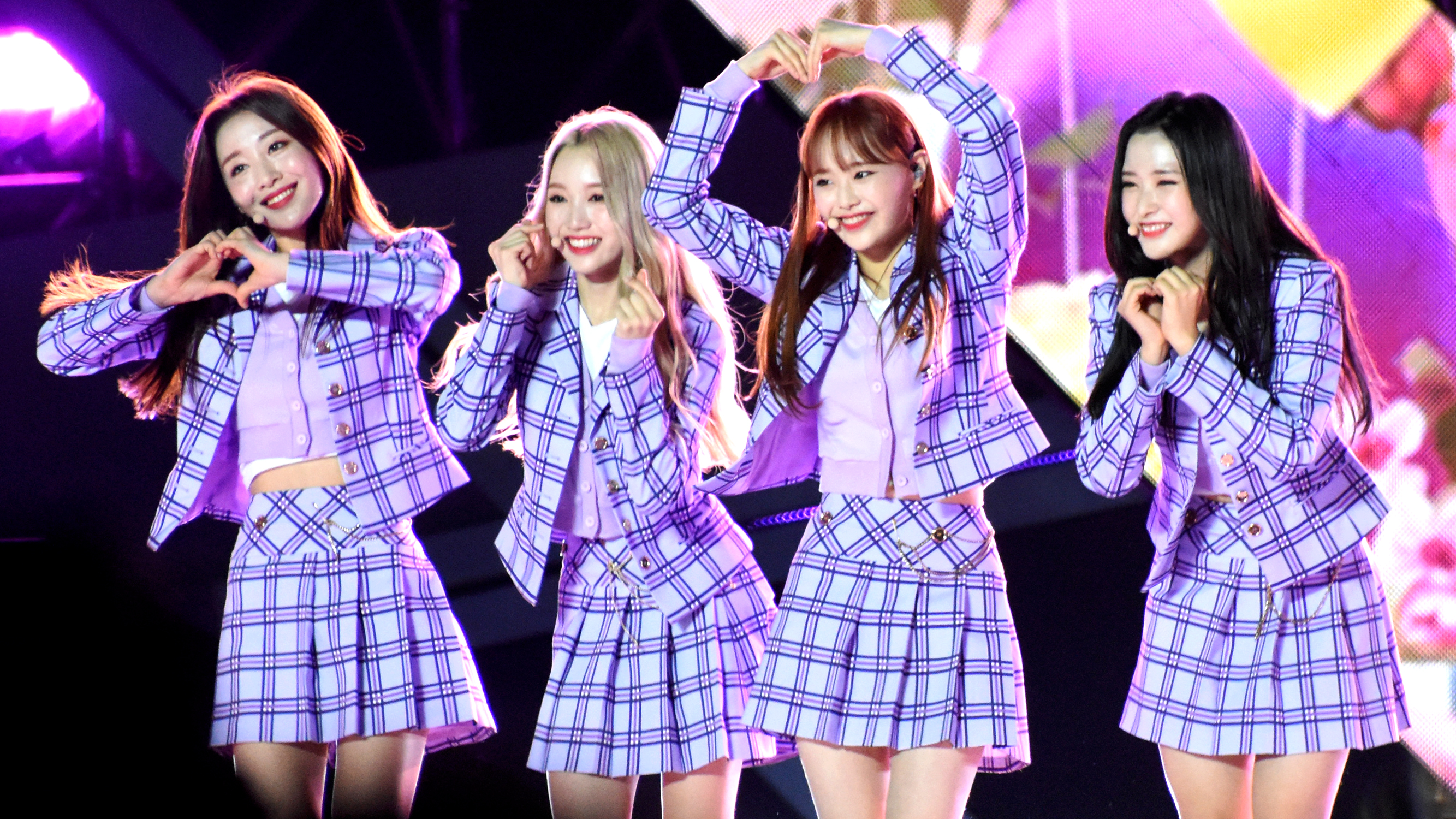
الفرقة الفرعية "لونا واي واي إكس واي" في مهرجان سكاي مطار إنتشون في 2018

اسم لونا الإنجليزي مشتق من حروف الهانغل (ㅇㄷ ㅇㅅㄴ)، كل حرف ساكن مبدئي يجعل «أدوروي سونيو» (이달 의 소녀) (Idarui Sonyeo). عند إعادة ترتيبها تصبح (ㄴㅇ ㅇㄷㅅ)، فإنها تشبه كتابة LOONA في الأبجدية اللاتينية.

## العضوات
- هيجين
- هيونجين
- هاسول
- يوجين
- في في
- كيم ليب
- جينسول
- تشوري
- إيف
- تشو
- غوو وون
- أوليفيا هاي

### الوحدات الفرعية
- لونا 1/3: هاسول، في في، هيجين، هيونجين
- لونا أود أي سيركيل: كيم ليب، جينسول، تشوري
- لونا واي واي إكس واي: إيف، تشو، غوو وون، أوليفيا هاي

## روابط خارجية
- فرقة لوونا على موقع IMDb (الإنجليزية)
- فرقة لوونا على موقع ميوزك برينز (الإنجليزية)
- فرقة لوونا على موقع أول ميوزيك (الإنجليزية)
- فرقة لوونا على موقع ديسكوغز (الإنجليزية)